# Gruppo misto nella XIV legislatura
Nella XIV legislatura, iniziata il 30 maggio 2001, il gruppo misto è un gruppo parlamentare costituito sia alla Camera dei Deputati che al Senato della Repubblica.

## Camera dei Deputati

### Ufficio di presidenza
| Carica         | Deputato                 | Componente di appartenenza                  |
| -------------- | ------------------------ | ------------------------------------------- |
| Presidente     | Marco Boato              | Verdi-L'Unione                              |
| Vicepresidenti | Siegfried Brugger        | Minoranze Linguistiche                      |
| Vicepresidenti | Ugo Intini               | La Rosa nel Pugno                           |
| Vicepresidenti | Cosimo Sgobio            | Comunisti Italiani                          |
| Vicepresidenti | Chiara Moroni            | Liberaldemocratici, Repubblicani, Nuovo PSI |
| Vicepresidenti | Nuccio Cusumano          | Popolari-UDEUR                              |
| Vicepresidenti | Piergiorgio Martinelli   | Ecologisti democratici                      |
| Vicepresidenti | Carla Mazzuca Poggiolini | MRE-Movimento Repubblicani Europei          |
| Vicepresidenti | Luana Zanella            | Verdi-L'Unione                              |

### Componenti politiche
| Denominazione componente | Denominazione componente                    | Data costituzione | Deputati che ne fanno parte |
| ------------------------ | ------------------------------------------- | ----------------- | --- |
|                          | Verdi-L'Unione                              | 13 giugno 2001    | 8 (Carla Rocchi, Marco Boato, Mauro Bulgarelli, Paolo Cento, Laura Cima, Marco Lion, Alfonso Pecoraro Scanio, Luana Zanella)                                                                                                  |
|                          | Minoranze linguistiche (Min.Ling.)          | 13 giugno 2001    | 5 (Karl Zeller, Siegfried Brugger, Johann Georg Widmann, Giuseppe Detomas, Ivo Collé) |
|                          | La Rosa nel Pugno                           | 13 giugno 2001    | 11 (Giuseppe Albertini, Enrico Boselli, Enrico Buemi, Enzo Ceremigna, Lello Di Gioia, Franco Grotto, Ugo Intini, Domenico Pappaterra, Roberto Villetti, Nerio Nesi, Giacomo Mancini)                                          |
|                          | Comunisti Italiani                          | 13 giugno 2001    | 10 (Katia Bellillo, Maura Cossutta, Armando Cossutta, Oliviero Diliberto, Claudio Franci, Gabriella Pistone, Cosimo Sgobio, Saverio Vertone, Severino Galante, Roberto Sciacca)                                               |
|                          | Liberaldemocratici, Repubblicani, Nuovo PSI | 14 maggio 2002    | 6 (Michele Cossa, Bobo Craxi, Giorgio La Malfa, Vincenzo Milioto, Chiara Moroni, Nicolò Nicolosi) |
|                          | Popolari-UDEUR                              | 27 giugno 2002    | 12 (Nuccio Cusumano, Clemente Mastella, Luigi Pepe, Antonio Potenza, Alessandro De Franciscis, Lorenzo Acquarone, Giampaolo Nuvoli, Sergio Iannuccilli, Antonio Oricchio, Paolo Santulli, Giovanni Mongiello, Ciro Borriello) |
|                          | Ecologisti democratici                      | 10 febbraio 2005  | 4 (Piergiorgio Martinelli, Lorenzo Montecuollo, Gianfranco Rotondi, Publio Fiori) |
|                          | MRE-Movimento Repubblicani Europei          | 8 febbraio 2006   | 3 (Giorgio Bogi, Ciro Falanga, Carla Mazzuca Poggiolini) |
|                          | Non iscritti                                | 30 maggio 2001    | 7 () |

### Componenti cessate
| Denominazione componente | Denominazione componente | Data costituzione | Data scioglimento |
| ------------------------ | ------------------------ | ----------------- | ----------------- |
|                          | Rifondazione Comunista   | 13 giugno 2001    | 14 giugno 2001    |
|                          | Nuovo PSI                | 13 giugno 2001    | 14 maggio 2002    |

## Senato della Repubblica

### Ufficio di presidenza
| Carica         | Senatore        | Componente di appartenenza    |
| -------------- | --------------- | ----------------------------- |
| Presidente     | Cesare Marini   | La Rosa nel Pugno             |
| Vicepresidenti | Valerio Carrara | Movimento Territorio Lombardo |
| Vicepresidenti | Francesco Crinò | Nuovo PSI                     |
| Vicepresidenti | Mauro Fabris    | Popolari-UDEUR                |
| Vicepresidenti | Luigi Malabarba | Rifondazione Comunista        |
| Vicepresidenti | Luigi Marino    | Comunista                     |

### Componenti politiche
Alla fine della XIV legislatura, sono componenti politiche ufficiali al Senato del Gruppo misto:
- La Rosa nel Pugno , con 6 senatori.
- Popolari-UDEUR, con 5 senatori.
- Rifondazione Comunista, con 4 senatori.
- Comunisti Italiani, con 2 senatori.
- Italia dei Valori, con 2 senatori.
- Il Cantiere, con 2 senatori.
- Lega per l'Autonomia Lombarda, con 1 senatore.
- Nuovo PSI, con 1 senatore.
- Partito Repubblicano Italiano, con 1 senatore.
- MIS (Movimento Idea Sociale), con 1 senatore.
- La Casa delle Libertà, con 1 senatore.
- Democrazia Cristiana per le Autonomie, con 1 senatore.
- Non iscritti ad alcuna componente: 7 senatori.

### Componenti cessate
- Movimento Territorio Lombardo (dal 30 maggio 2001 al 3 maggio 2004). La componente fu sciolta nel maggio 2004 in quanto l'unico senatore membro passò a Forza Italia.
- Indipendente CdL (dal 12 novembre 2002 al 5 luglio 2004). La componente fu costituita nel novembre 2002 da un senatore fuoriuscito dall'UDEUR. Fu poi sciolta nel luglio 2004 quando il medesimo senatore tornò nell'UDEUR.